# Nadeo
Nadeo é um estúdio francês desenvolvedora de videogames criado em 2000 e baseado no 15º arrondissement de Paris. Em 5 de outubro de 2009, o estúdio independente é comprado pela editora Ubisoft.
O estúdio Nadeo tornou-se famoso na França após o lançamento do primeiro TrackMania em 2003. Seu alcance internacional veio com o lançamento das Trackmania Nations em 2006. Desde 2003, a Nadeo tem mais de 20 milhões de jogadores que jogaram seus jogos.

## História
Nadeo foi originalmente fundada em 2000 por Florent Castelnérac e seus amigos da escola como um clube de jogos. Originalmente, estava ajudando Duran Duboi com suas missões. Por exemplo, eles forneceram a animação 3D para o filme Immortal e ajudaram a desenvolver o Virtual Skipper 2 . Eles também criaram um mecanismo que poderia fazer filmes animados. Mais tarde, eles decidiram usar esse mecanismo para desenvolver jogos de vídeo.
Nadeo começou a trabalhar na TrackMania em 2002. A ideia era criar um jogo que combinasse condução e construção. No final do Natal daquele ano, Castelnérac testou o jogo com sua família e descobriu que eles estavam mais interessados em vencer o recorde em vez do quebra-cabeça, inspirando Castelnérac a incluir um modo multiplayer. Em 2003, o estúdio lança seus primeiros jogos: TrackMania e Virtual Skipper 3 . A TrackMania permitiu aos jogadores criar milhares de faixas e compartilhá-las on-line. Em 2005, a Nadeo lançou TrackMania Sunrise, que incluiu muitos outros recursos. Os jogadores agora podem criar seus próprios vídeos, capas de carros, modelos de carros 3D, mods e muito mais. No entanto, o jogo originalmente não vendeu bem. Apenas cinquenta pessoas tinham conectado on-line.
No entanto, a pequena comunidade que o jogo criou incentivou Nadeo a não desistir. Eles criaram um pacote de expansão chamado Power Up! e desde então, a TrackMania provou ser um sucesso instantâneo e atraiu uma base de fãs mais forte. O jogo seria posteriormente seguido por várias sequelas, incluindo Sunrise, Nations, United e Forever.
Em fevereiro de 2010, anúncios para ShootMania e QuestMania começaram a aparecer no carregamento de telas para jogos TrackMania. Foram criados sites para ambos os jogos, do qual o site da QuestMania atualmente oferece apenas recursos.